# Rynoltice
Rynoltice (deutsch Ringelshain oder Ringelsheim) ist eine Gemeinde im Liberecký kraj (Tschechische Republik). Sie befindet sich rechtsseitig des Panenský potok am südlichen Abhang des Lausitzer Gebirges ca. vier Kilometer östlich von Jablonné v Podještědí an der Europastraße 442 von Děčín nach Liberec.

## Geschichte
Rynoltice wurde 1369 erstmals als Rinoldi villa erwähnt. Während der Hussitenkriege wurde der Ort schwer verwüstet und aufgegeben. Erst um 1550 wurde die Wüstung wieder besiedelt, im Dreißigjährigen Krieg jedoch wiederum schwer in Mitleidenschaft gezogen.
Die Einwohner verdienten ihren Lebensunterhalt durch Landwirtschaft und Fuhrwerksdienste. Nach 1800 wurde das „Paschen“ (Schmuggeln) von Waren wie Tabak, Zucker, Kaffee, Gewürzen, Garn, Stoffen und Schießpulver über die sächsische Grenze wichtiger Erwerbszweig, bevor 1843 die Einrichtung einer Finanzwache dieses Gewerbe eindämmte.

## Gemeindegliederung
Die Gemeinde Rynoltice besteht aus den Ortsteilen Černá Louže (Schwarze Pfütze, auch Schwarzpfütz), Jítrava (Deutsch Pankraz), Nová Starost (Neusorge), Polesí (Finkendorf, auch Finkendörfl) und Rynoltice (Ringelshain). Grundsiedlungseinheiten sind Jítrava, Nová Starost, Polesí und Rynoltice. Zu Rynoltice gehört außerdem die Ortslage Kunová (Kunnewalde).
Das Gemeindegebiet gliedert sich in die Katastralbezirke Jítrava, Polesí u Rynoltic und Rynoltice.

## Sehenswürdigkeiten
- barocke Kirche der hl. Barbara (1744–1748 errichtet durch Umbau einer älteren Kapelle aus dem Jahr 1669)
- Blockbau-Häuser aus der ersten Hälfte des 19. Jahrhunderts
- Umgebindehäuser
- Sandsteinfelsen Panenská skála (Jungfernstein)

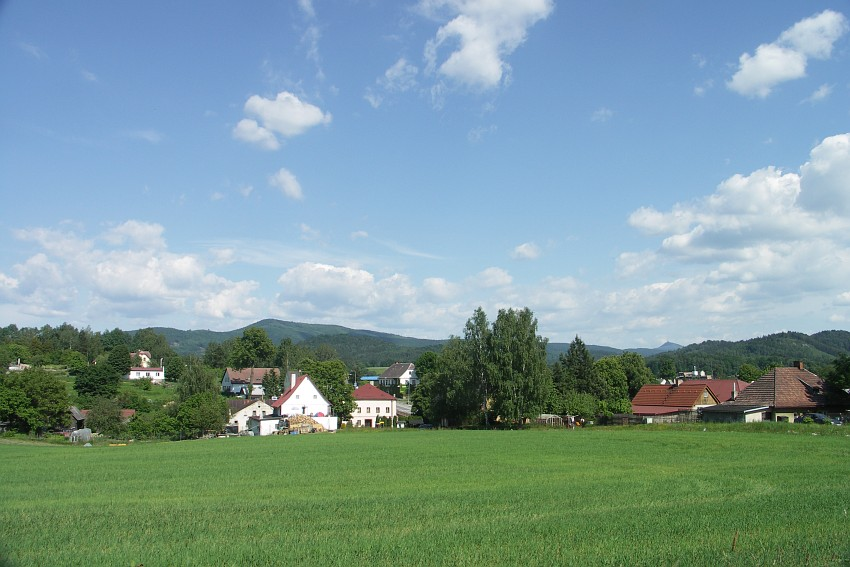
Blick auf Rynoltice (Ringelshain)

- Popova skála (Pfaffenstein)
- Bílé kameny (Elefantensteine)

## Söhne und Töchter der Gemeinde
- Georg Schicht (1820–1887), deutschböhmischer Unternehmer
- Georg Schicht (1849–1913), österreichischer Unternehmer
- Johann Schicht (1855–1907), deutschböhmischer Fabrikant und Großindustrieller